# 小麦色
小麦色是一种與小麦的颜色非常類似的顏色，它可以視為一種淡黃色。有人認為小麥色是健美的標誌。
1711年，在英文文獻中首次有人用小麥色（wheat）稱呼這種颜色。
小麦色也是X11网页颜色之一。